# Taillecourt
Taillecourt település Franciaországban, Doubs megyében. Lakosainak száma 1132 fő (2022. január 1.). Taillecourt Exincourt, Audincourt és Étupes községekkel határos.

## Népesség
A település népessége az elmúlt években az alábbi módon változott:
| Lakosok száma | 505  | 745  | 659  | 1045 | 1069 | 1106 | 1104 | 1098 | 1104 | 1132 |
|               | 1968 | 1982 | 1990 | 2006 | 2013 | 2015 | 2017 | 2019 | 2020 | 2022 |